# ФК Партизан сезона 1975/76.
ФК Партизан сезона 1975/76. обухвата све резултате и остале информације везане за наступ Партизана у сезони 1975/76.

## Играчи
(утакмица/голова):
- Momčilo Vukotić (33/7)
- Rešad Kunovac (33/0)
- Borislav Đurović (32/1)
- Radmilo Ivančević (32/0)
- Nenad Bjeković (31/24)
- Ilija Zavišić (31/6)
- Refik Kozić (30/0)
- Ivan Golac (26/0)
- Aranđel Todorović (25/2)
- Boško Đorđević (23/5)
- Predrag Tomić (23/1)
- Vukan Perović (19/7)
- Vladimir Pejović (19/0)
- Dragan Arsenović (16/1)
- Svemir Đorđić (14/1)
- Nenad Stojković (14/0)
- Pavle Grubješić (12/3)
- Aleksandar Trifunović (8/0)
- Radomir Antić (7/1)
- Blagoj Istatov (3/0)
- Sima Nikolić (3/0)
- Dževad Prekazi (3/0)
- Nenad Cvetković (1/0)

## Резултати

### Табела
| Mesto | Klub          | mečeva | pobeda | nerešenih | poraza | dati golovi | primljeni golovi | gol razlika | bodova |
| ----- | ------------- | ------ | ------ | --------- | ------ | ----------- | ---------------- | ----------- | ------ |
| 1     | Partizan      | 34     | 22     | 6         | 6      | 60          | 30               | +30         | 50     |
| 2     | Hajduk Split  | 34     | 19     | 11        | 4      | 57          | 22               | +35         | 49     |
| 3     | Dinamo Zagreb | 34     | 17     | 10        | 7      | 38          | 23               | +15         | 44     |
| 4     | Crvena zvezda | 34     | 16     | 8         | 10     | 53          | 31               | +22         | 40     |
| 5     | Vojvodina     | 34     | 11     | 12        | 11     | 41          | 42               | -1          | 34     |

| Датум               | Место                   | Противник           | Резултат | Стрелци за Партизан                                          | Такмичење             |
| 14. август 1975.    | Зеница, Југославија     | Челик               | 0:1      |                                                              | Куп Југославије       |
| 17. август 1975.    | Загреб, Југославија     | Динамо Загреб       | 1:2      | Вукотић (11.)                                                | Првенство Југославије |
| 24. август 1975.    | Београд, Југославија    | Ријека              | 2:0      | Завишић (9.) Ђорђевић (54. пен.)                             | Првенство Југославије |
| 27. август 1975.    | Ниш, Југославија        | Раднички Ниш        | 2:0      | Бјековић (29.) Вукотић (68.)                                 | Првенство Југославије |
| 30. август 1975.    | Београд, Југославија    | Жељезничар          | 0:0      |                                                              | Првенство Југославије |
| 7. септембар 1975.  | Београд, Југославија    | Црвена звезда       | 0:2      |                                                              | Првенство Југославије |
| 14. септембар 1975. | Скопље, Југославија     | Вардар              | 1:1      | Бјековић (70.)                                               | Првенство Југославије |
| 21. септембар 1975. | Београд, Југославија    | Борац Бања Лука     | 4:0      | Ђорђевић (57. пен.) Бјековић (74.) Перовић (79.) Антић (89.) | Првенство Југославије |
| 28. септембар 1975. | Крагујевац, Југославија | Раднички Крагујевац | 2:1      | Томић (42.) Бјековић (47.)                                   | Првенство Југославије |
| 4. октобар 1975.    | Београд, Југославија    | Челик               | 1:1      | Бјековић (43.)                                               | Првенство Југославије |
| 8. октобар 1975.    | Сплит, Југославија      | Хајдук Сплит        | 1:0      | Тодоровић (60.)                                              | Првенство Југославије |
| 19. октобар 1975.   | Београд, Југославија    | Слобода Тузла       | 2:1      | Вукотић (13.) Перовић (38. пен.)                             | Првенство Југославије |
| 25. октобар 1975.   | Сарајево, Југославија   | Сарајево            | 5:3      | Ђорђевић (3.) Завишић (6.) Перовић (49, 76.) Ђуровић (56.)   | Првенство Југославије |
| 1. новембар 1975.   | Београд, Југославија    | ОФК Београд         | 2:0      | Перовић (38.) Завишић (64.)                                  | Првенство Југославије |
| 9. новембар 1975.   | Нови Сад, Југославија   | Војводина           | 1:1      | Трифуновић (87.) (а.г.)                                      | Првенство Југославије |
| 23. новембар 1975.  | Београд, Југославија    | Вележ Мостар        | 2:0      | Бјековић (33.) Тодоровић (81.)                               | Првенство Југославије |
| 2. децембар 1975.   | Титоград, Југославија   | Будућност           | 1:1      | Бјековић (70.)                                               | Првенство Југославије |
| 6. децембар 1975.   | Београд, Југославија    | Олимпија Љубљана    | 1:0      | Бјековић (23.)                                               | Првенство Југославије |
| 7. март 1976.       | Београд, Југославија    | Динамо Загреб       | 3:0      | Бјековић (23, 41.) Ђорђевић (37.)                            | Првенство Југославије |
| 14. март 1976.      | Ријека, Југославија     | Ријека              | 0:0      |                                                              | Првенство Југославије |
| 20. март 1976.      | Београд, Југославија    | Раднички Ниш        | 2:0      | Перовић (37. пен.) Вукотић (70.)                             | Првенство Југославије |
| 24. март 1976.      | Сарајево, Југославија   | Жељезничар          | 3:1      | Арсеновић (41.) Завишић (43.) Перовић (66.)                  | Првенство Југославије |
| 28. март 1976.      | Београд, Југославија    | Црвена звезда       | 1:4      | Бјековић (50.)                                               | Првенство Југославије |
| 4. април 1976.      | Београд, Југославија    | Вардар              | 1:0      | Грубјешић (69. пен.)                                         | Првенство Југославије |
| 11. април 1976.     | Бања Лука, Југославија  | Борац Бања Лука     | 1:0      | Ђорђевић (71.)                                               | Првенство Југославије |
| 2. мај 1976.        | Београд, Југославија    | Раднички Крагујевац | 3:0      | Вукотић (38.) Бјековић (48, 74.)                             | Првенство Југославије |
| 5. мај 1976.        | Зеница, Југославија     | Челик               | 3:0      | Грубјешић (28, 44.) Бјековић (90.)                           | Првенство Југославије |
| 9. мај 1976.        | Београд, Југославија    | Хајдук Сплит        | 1:6      | Бјековић (81.)                                               | Првенство Југославије |
| 29. мај 1976.       | Тузла, Југославија      | Слобода Тузла       | 0:2      |                                                              | Првенство Југославије |
| 3. јун 1976.        | Београд, Југославија    | Сарајево            | 2:0      | Бјековић (9. пен.) Вукотић (38.)                             | Првенство Југославије |
| 6. јун 1976.        | Београд, Југославија    | ОФК Београд         | 1:2      | Бјековић (13. пен.)                                          | Првенство Југославије |
| 23. јун 1976.       | Мостар, Југославија     | Вележ Мостар        | 2:0      | Бјековић (27.) Завишић (43 пен.)                             | Првенство Југославије |
| 27. јун 1976.       | Београд, Југославија    | Војводина           | 5:2      | Бјековић (3. пен. 20. пен. 57.) Вукотић (13.) Завишић (23.)  | Првенство Југославије |
| 4. јул 1976.        | Београд, Југославија    | Будућност           | 3:0      | Ђорђић (9.) Бјековић (47. пен. 83.)                          | Првенство Југославије |
| 11. јул 1976.       | Љубљана, Југославија    | Олимпија Љубљана    | 1:0      | Бјековић (90.)                                               | Првенство Југославије |

#### Пријатељске утакмице
| Датум              | Место                | Противник    | Резултат | Стрелци за Партизан |
| 15. новембар 1975. | Решица, Румунија     | Решица       | 3:3      | ?                   |
| 18. децембар 1975. | Тлемцен, Алжир       | Сервет       | 3:1      | ?                   |
| 21. децембар 1975. | Оран, Алжир          | Алжир        | 5:1      | ?                   |
| 28. април 1976.    | Београд, Југославија | Динамо Кијев | 0:0      |                     |